# 果核戰鬥
果核戰鬥是在1943年7月27日時發生的阿留申群島戰役其中一部分作戰任務，其中為了籌備在8月時有關基斯卡島島嶼攻擊計劃而使得美國海軍成立16.22任務團隊，並且集結密西西比號戰艦和愛達荷號戰艦。但是在7月27日距離基斯卡島西邊130公里處時，16.22任務團隊突然回報說遭遇一系列未知雷達探照，之後美國海軍開火，但並沒有命中任何目標。